# Хром-триоксид
Хром-триоксид је оксид хрома хемијске формуле CrO3, где је оксидациони број хрома +3.

## Добијање
Може се добити реакцијом натријум-хромата или калијум-дихромата и сумпорне киселине:
{\displaystyle \mathrm {Na_{2}CrO_{4}+H_{2}SO_{4}\longrightarrow \;Na_{2}SO_{4}+H_{2}O+CrO_{3}} }
{\displaystyle \mathrm {K_{2}Cr_{2}O_{7}+2H_{2}SO_{4}\longrightarrow \;2KHSO_{4}+H_{2}O+2CrO_{3}} }

## Својства
Ово је чврста супстанца затвореноцрвене боје, која постоји у облику призматичних игличастих кристала. На високој температури прво испарава, па се топи на 190 °C, при чему се већ делимично распада. При већој температури се распада на хроми-оксид и кисеоник:
{\displaystyle \mathrm {4CrO_{3}\longrightarrow \;2Cr_{2}O_{3}+3O_{2}} }
Слична реакција се врши и приликом редукције, јер је хром-триоксид веома јако оксидационо средство. Алкохол ће се у додиру са овим оксидом упалити, хартија угљенисати, а угаљ се оксидовати у угљен-диоксид. У вода|води се раствара лако, дајући највероватније полихромне киселине.
| Особина                  | Вредност |
| ------------------------ | -------- |
| Партициони коефицијент ( | -0,1     |
| Растворљивост (logS, log(mol/L))        | 0,3      |
| Поларна површина (PSA, Å2)  | 51,2     |